# Radda in Chianti
Radda in Chianti è un comune italiano di 1 427 abitanti della provincia di Siena in Toscana.

## Geografia fisica

### Territorio
Il territorio comunale di Radda in Chianti si estende per 80,56 chilometri quadrati ed è posto sulle colline che occupano il tratto iniziale della valli dell'Arbia e della Pesa. Il dislivello altimetrico va da un minimo di 280 m s.l.m. nei pressi dell'abitato di Lucarelli fino ad un massimo di 845 m s.l.m. presso la vetta del Monte Querciabella; il capoluogo è posto a quota 535m. Il territorio comunale è interamente compreso nel Chianti Classico.
Confina con i comuni di Cavriglia, Gaiole in Chianti, Castelnuovo Berardenga, Castellina in Chianti e Greve in Chianti.

### Clima e sismicità
La stazione meteorologica più prossima al capoluogo è quella di Montevarchi della quale riportiamo le medie degli ultimi 30 anni:
| MONTEVARCHI        | Mesi | Mesi | Mesi | Mesi | Mesi | Mesi | Mesi | Mesi | Mesi | Mesi | Mesi | Mesi | Stagioni | Stagioni | Stagioni | Stagioni | Anno |
| MONTEVARCHI        | Gen  | Feb  | Mar  | Apr  | Mag  | Giu  | Lug  | Ago  | Set  | Ott  | Nov  | Dic  | Inv      | Pri      | Est      | Aut      | Anno |
| ------------------ | ---- | ---- | ---- | ---- | ---- | ---- | ---- | ---- | ---- | ---- | ---- | ---- | -------- | -------- | -------- | -------- | ---- |
| T. max. media (°C) | 8,2  | 10,4 | 14,5 | 18,5 | 22,5 | 27,2 | 30,9 | 30,1 | 26,1 | 19,5 | 13,6 | 9,3  | 9,3      | 18,5     | 29,4     | 19,7     | 19,2 |
| T. min. media (°C) | 0,9  | 1,8  | 4,3  | 7,3  | 11,1 | 14,6 | 16,8 | 16,4 | 13,9 | 9,6  | 5,0  | 1,8  | 1,5      | 7,6      | 15,9     | 9,5      | 8,6  |

- Classificazione sismica: zona 2 (sismicità medio-alta), Ordinanza PCM 3274 del 20/03/2003
- Classificazione climatica: zona E, 2245 GR/G
- Diffusività atmosferica: alta, Ibimet CNR 2002

## Storia
L'area intorno al capoluogo risulta abitata fin dal 2000 a.C., come dimostra l'area archeologica di Poggio la Croce dove sono emersi i resti di un antico villaggio e dove, nel corso degli scavi effettuati nell'ultimo decennio, sono stati riportati alla luce molti reperti. In seguito, anche se di questo sono emerse pochissime tracce, si può ipotizzare la presenza di un villaggio etrusco. Alla caduta dell'Impero romano d'Occidente, nel V secolo, nella zona si erano già formati piccoli agglomerati di carattere rurale che esistono ancora oggi; questi borghi erano Castelvecchi, Monterinaldi, Volpaia e la stessa Radda.
Tra il IX e X secolo la zona di Radda vide la nascita della società feudale che comportò l'incastellamento dei villaggi. Il primo documento certo in cui si cita Radda è un diploma del 1002 in cui l'imperatore Ottone III confermava la donazione fatta dalla Contessa Willa in favore della Badia Fiorentina. La località Radda appare in molti documenti della Badia Fiorentina fino al XII secolo. In un documento della Badia a Coltibuono del 1041 viene riportato Ramda judicaria fiorentina et fesulana.
In data 25 maggio 1191 l'imperatore Enrico VI concede il castello di Radda e la sua corte in feudo ai conti Guidi, lo stesso feudo venne nuovamente confermato dall'imperatore Federico II, anche se già nel XIII secolo il territorio raddese risulta dipendente da Firenze. Il castello venne saccheggiato dai Senesi in una scorreria nel 1230 mentre nel 1268 fu occupato, insieme ad altre località chiantigiane dalle truppe francesi guidate da Carlo I d'Angiò. Una nuova occupazione e un nuovo pesante saccheggio Radda lo subì durante la seconda invasione aragonese nel 1478.
Amministrativamente Radda era il capoluogo della Lega del Chianti, comprendente i terzieri di Radda, Gaiole e Castellina. Dalla fine del XIII secolo divenne sede di un podestà nominato dai fiorentini e nello statuto comunale del 1415 Radda venne confermata quale capoluogo della Lega. Tra i podestà di Radda è da segnalare Francesco Ferrucci.
Nel XVII secolo, terminati ormai i conflitti, i castelli si trasformarono in ville signorili nelle quali i proprietari si dedicavano alla produzione di vino. Radda in Chianti venne visitata nel 1773 dal Granduca Pietro Leopoldo che la trovò lontana da tutto. Come conseguenza della visita vennero migliorate le strade ma il territorio di Radda rimase sempre povero e isolato.
L'affezione alla dinastia asburgo-lorenese rimase comunque forte ancora per molto, se si considera il fatto che al plebiscito del 1860 per l'annessione della Toscana alla Sardegna, Radda votò contro (281 sì su 581 votanti, su 879 aventi diritto).
Tale situazione toccò il culmine negli anni cinquanta quando lo spopolamento delle campagne, fenomeno comune a molte zone del Chianti, toccò l'apice. Negli anni settanta iniziò la riscoperta di questi luoghi e lentamente tutti i castelli, le ville e i singoli casolari sono stati restaurati e vi sono stati impiantati agriturismi e aziende agricole.

### Simboli
Nello stemma sono raffigurati i tre olmi che anticamente si trovavano nella piazza del castello, centro della vita cittadina: sotto la loro ombra gli anziani si riunivano per discutere questioni della vita cittadina ed i sacerdoti impartivano insegnamenti religiosi. Ricordano inoltre la collocazione della comunità a capo di un terziere della Lega del Chianti, voluta dal governo di Firenze.
Il gonfalone è un drappo di bianco.

## Monumenti e luoghi d'interesse

### Il capoluogo

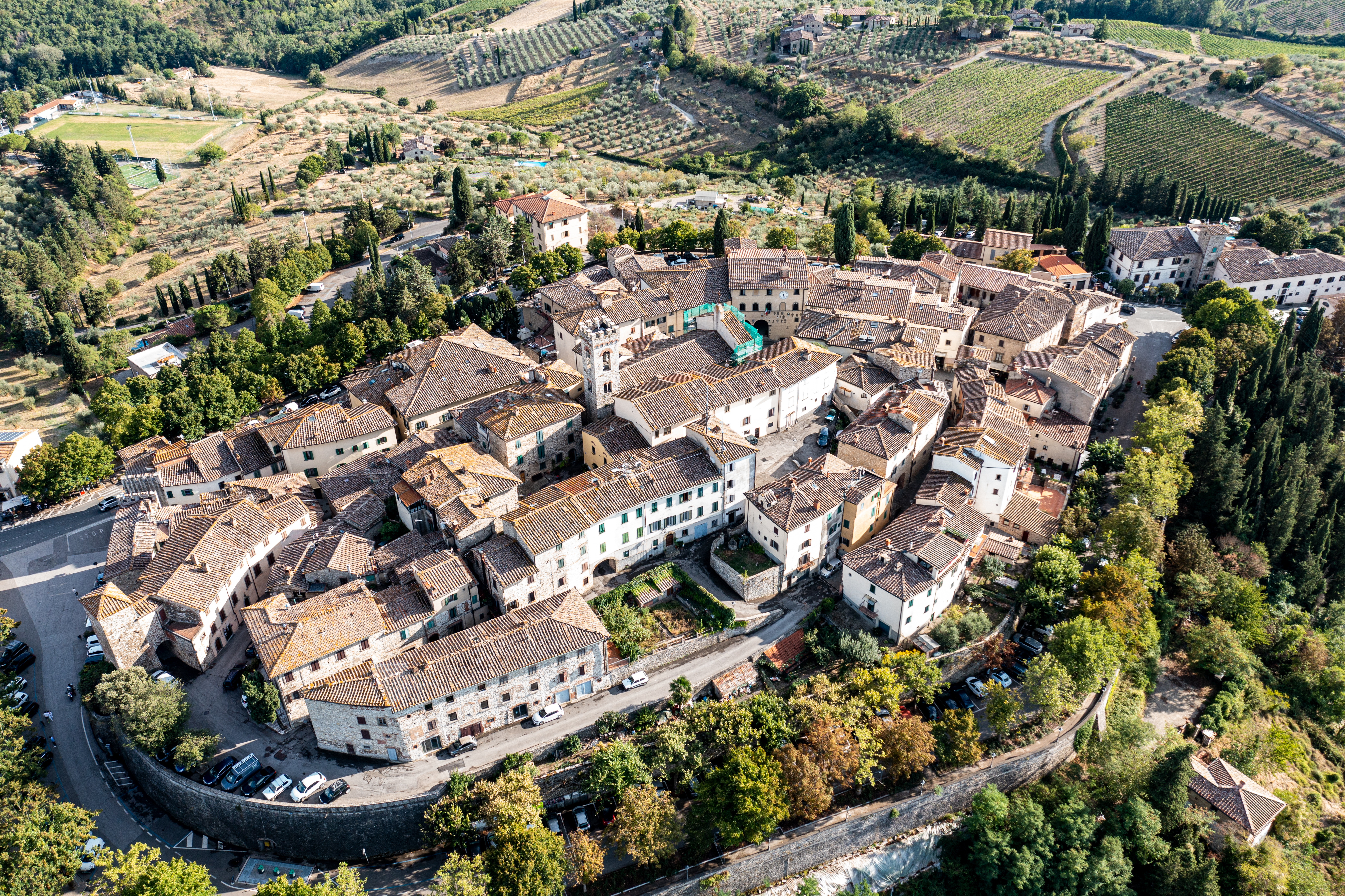
Radda in Chianti, 2021

L'abitato di Radda si presenta racchiuso all'interno della cerchia muraria in parte conservata. Il centro storico ha un impianto urbanistico costituito da un asse viario principale, sul quale si apre la piazzetta sulla quel prospettano sia il Palazzo del Podestà che la chiesa parrocchiale; da questo asse viario principale partono altre strade minori che compongo un anello. Grazie al fatto che l'impianto urbanistico di Radda non abbia conosciuto modifiche nel corso dei secoli le sue abitazioni civili hanno mantenuto le strutture medievali che sono state riportate alla luce solo dopo dei restauri effettuati verso la fine del XX secolo. Un edificio sul retro della chiesa porta inciso sulla facciata la data 1479'; nel borgo sono da segnalare anche il Palazzo Minucci e altri palazzotti tutti realizzati tra il Sei-Settecento. All'interno del capoluogo sono da segnalare diversi luoghi di interesse:

#### Le mura
Radda in Chianti nel XV secolo aveva una notevole importanza strategica; questo portò la repubblica di Firenze a dotare il borgo di una struttura difensiva in muratura. Una prima cerchia di mura venne realizzata già nel XIV secolo ma fu dopo le guerre aragonesi che si potenziarono le strutture difensive, specialmente dopo il 1478, quando Radda venne conquistata e saccheggiata. I lavori si protrassero fino ai primi anni del Cinquecento. Delle mura oggi rimangono dei brevi tratti e alcune torri, la meglio conservata è quella che prospetta sui giardini pubblici. L'andamento della cerchia muraria oggi non è semplice da seguire a causa della costruzione che nel corso dei secoli vi sono state addossate ma seguendo la struttura del borgo si può intuire lo sviluppo delle mura; sono però scomparse le due porte di accesso.

#### Palazzo del Podestà
Il palazzo venne costruito nel Quattrocento e fu quasi completamente distrutto nel 1478 durante la seconda guerra aragonese. Al primitivo edificio è da ascrivere il porticato che appartiene ai modi dell'architettura minore fiorentina dei primi del XV secolo. Alla ricostruzione post 1478 appartengono le finestre del primo piano. L'edificio venne ampliato nel XVIII secolo quando venne realizzato il secondo piano e le carceri. In questo palazzo per quattro secoli ha avuto sede il Capitano della Lega del Chianti. Sulla facciata esterna principale sono murati numerosi stemmi dei vari podestà che si sono avvicendati nel corso del tempo; gli stemmi sono 51 e di questi 3 risalgono al XV secolo, XXV al XVI secolo, 16 al XVII e VII al XVIII secolo. Sotto al loggiato è conservato lo stemma di Francesco Ferrucci podestà nel 1527 e un affresco di scuola fiorentina risalente al Cinquecento.

#### La ghiacciaia granducale
In diverse parti della Toscana durante il Granducato vennero realizzate delle ghiacciaie. Molte avevano la forma piramidale, come quella nel Parco delle Cascine a Firenze, altre come questa di Radda vennero realizzate a forma di tronco di cono e seminterrate. Nella Ghiacciaia durante l'inverno veniva accumulata la neve pressata; grazie alla tecnica costruttiva, all'esposizione rigorosamente a nord la neve veniva trasformate in dei perfetti blocchi di ghiaccio. La Ghiacciaia di Radda in Chianti è situata all'esterno del borgo medievale, nei pressi dei giardini comunali.

### Architetture religiose
- Propositura di San Niccolò

Di origine romanica, ha subito nel corso dei secoli varie trasformazioni.
La caratteristica facciata, della quale l'edificio era sempre rimasto privo, è stata realizzata tra il 1926 e il 1930, su progetto di Carlo Coppedè, ed è un tipico esempio di applicazione del gusto del tardo eclettismo storicistico nei centri minori della Toscana.
- Pieve di Santa Maria Novella

Il semplice prospetto intonacato è diviso in tre parti e concluso da cornici orizzontali. La zona posteriore presenta l'abside centrale rimontata nel XIX secolo e le due laterali edificate ex novo.
L'interno, coperto con volte a vela affrescate nell'Ottocento, è diviso in tre navate, divise da archi in successione, poggianti su pilastri rettangolari, alternati a colonne e a pilastri compositi.
- Chiesa di Santa Maria in Colle a Badiola

Si trova a Badiola, località nel Comune di Radda in Chianti.
Dell'antico nucleo monastico attestato dal 1187 resta soltanto la chiesa di origine romanica, notevolmente trasformata.
- Chiesa di Santa Maria in Prato

Risale all'XI secolo, ma fu successivamente adibita ad oratorio e quindi, nel XVII secolo, a sede di convento francescano.
- Commenda di Sant'Eufrosino a Volpaia

Si trova a Volpaia una frazione di Radda in Chianti.
L'origine della commenda si deve a ser Pietro di ser Lorenzo della Volpaia che nel 1443 volle che una cappella venisse annessa a un ospedale gerosolimitano già esistente.

#### Cappelle
- Cappella del Mercatale

- Cappella della Nunziatina

La cappella della Nunziatina si trova presso il podere Terrabianca in località San Fedele a Paterno. Costruita in epoca medievale, viene citata nella relazione redatta in occasione della visita pastorale del 1575 quando risulta intitolata a Santa Maria del Prato ma nel corso della prima metà del XX secolo aveva già assunto l'attuale denominazione di cappella della Santissima Annunziata. L'edificio è stato costruito nel XVIII secolo e presenta un impianto ad unica navata con la facciata preceduta da un portico. La facciata è molto semplice e presenta il portale affiancato da due finestrelle e al di sopra vi è uno stemma col monogramma di san Bernardino da Siena e un altro stemma della famiglia dei Cerchi; sull'angolo sinistro è impostato il campaniletto a vela. Ma il motivo dominato della facciata è il portico nella cui muratura spicca l'arredo architettonico in cotto che emerge sul resto della facciata di color bianco; gli inserti in cotto formano delle lesene d'angolo e altre poste di fianco agli archi, i quali hanno per cornice una sottile fascia pure in cotto. L'interno della cappella è piuttosto spoglio e presenta un altare in muratura e legno con un ciborio . La copertura della navata, poco sviluppata in altezza, è a capanna.
- Cappella di San Giuseppe

La cappella di San Giuseppe si trova in località Palagio. Si trova raffigurata nella Pianta di Popoli e Strade realizzata alla fine del XVI secolo e in occasione della visita pastorale del 1784 risulta denominata oratorio di San Giuseppe de' Palagi, facente parte della parrocchia di San Lorenzo a Tregole. La cappella ha impianto ad una sola, piccola navata alla quale si accede da un semplice portale affiancato da due minuscole finestre. Ma l'elemento distintivo è la loggetta la cui copertura prosegue oltre la facciata fino a congiungersi alla parete di un vicino edificio.
- Cappella di San Jacopo alla Croce

La cappella di San Jacopo alla Croce si trova poco fuori dall'abitato di Radda lungo la strada che conduce a Castellina in Chianti. La cappella venne realizzata per volere della famiglia Bruni nel XVII secolo e presenta un impianto ad una sola navata. Interessante la facciata che presenta un portale con frontone spezzato e affiancata da due finestrelle e sormontata da un'altra aperture, tutte con cornici in pietra serena; nella cornice della finestrella di destra è scolpita l'iscrizione MDCX….

### Musei
- Museo d'arte sacra del Chianti

### Siti archeologici

#### Poggio la Croce
L'area di Poggio la Croce è situata nei pressi della strada che da Castellina in Chianti porta verso Radda in Chianti. L'area archeologica è posta sulla sommità del suddetto poggio. In quest'area è stato scoperto un sito archeologico pluristratificato dove sono state individuate le più antiche presenze umane nella zona del Chianti. L'area risulta abitata fin dall'età del rame. Oltre a quel periodo sono emerse testimonianze di un villaggio di pastori riferibile alla fine dell'età del bronzo. Oltre ai precedenti l'area risulta abitata anche in epoca protovillanoviana (XI secolo a.C. ). Di quest'epoca sono emersi i resti di due edifici ma anche le fondamenta di una porta di accesso al villaggio, di una fortificazione e di alcuni resti di un torchio vinario.

### Ville
- Villa di Albola
- Villa di Campomaggio
- Villa di Castelvecchi

## Società

### Evoluzione demografica
Abitanti censiti

### Etnie e minoranze straniere
Secondo i dati ISTAT al 31 dicembre 2009 la popolazione straniera residente era di 261 persone. Le nazionalità maggiormente rappresentate in base alla loro percentuale sul totale della popolazione residente erano:
- Albania 62 3,66%
- Bosnia ed Erzegovina 31 1,83%
- Kosovo 20 1,18%
- Polonia 17 1,00%
- Romania 17 1,00%

## Geografia antropica

### Capoluogo
Il capoluogo di Radda in Chianti lo si può suddividere in tre nuclei:
- Radda, al centro
- La Villa, a est
- La Croce, a ovest

### Frazioni
Il territorio comunale si compone inoltre di otto frazioni:
- Badia a Montemuro (706 m s.l.m., 26 abitanti)
- Colle Petroso (520 m s.l.m., 10 abitanti)
- Lucarelli (285 m s.l.m., 69 abitanti)
- Monterinaldi (396 m s.l.m.)
- Palagio (515 m s.l.m., 13 abitanti)
- San Fedele (378 m s.l.m.)
- Selvole (504 m s.l.m., 29 abitanti)
- Volpaia (617 m s.l.m., 49 abitanti)

### Altre località del territorio
Il comune di Radda in Chianti comprende anche numerose località sparse in tutto il territorio. Tra le più rilevanti si ricordano: Albola, Badiola, Bugialla, Castelvecchi, Livernano, Pian d'Albola, San Marco, Santa Maria Novella.

## Economia
Le principali attività economiche sono l'artigianato e la produzione di vino e olio. Negli ultimi trenta anni si è sviluppata in maniera massiccia l'attività alberghiera. Sono stati realizzati un gran numero di strutture ricettive legate al nome del vino Chianti.

## Amministrazione
Di seguito è presentata una tabella relativa alle amministrazioni che si sono succedute in questo comune.
| Periodo        | Periodo        | Primo cittadino     | Partito                              | Carica  | Note  |
| -------------- | -------------- | ------------------- | ------------------------------------ | ------- | ----- |
| 24 maggio 1985 | 5 giugno 1990  | Giorgio Bianchi     | Partito Comunista Italiano           | Sindaco | [ 8 ] |
| 5 giugno 1990  | 24 aprile 1995 | Raffaele Susini     | Democrazia Cristiana                 | Sindaco | [ 8 ] |
| 24 aprile 1995 | 14 giugno 1999 | Raffaele Susini     | lista civica                         | Sindaco | [ 8 ] |
| 14 giugno 1999 | 14 giugno 2004 | Luisa Zambon        | lista civica                         | Sindaco | [ 8 ] |
| 14 giugno 2004 | 8 giugno 2009  | Luisa Zambon        | centro-sinistra                      | Sindaco | [ 8 ] |
| 8 giugno 2009  | 26 maggio 2014 | Alessandro Aterini  | centro-sinistra                      | Sindaco | [ 8 ] |
| 26 maggio 2014 | 27 maggio 2019 | Pier Paolo Mugnaini | centro-sinistra Per Radda in Chianti | Sindaco | [ 8 ] |
| 27 maggio 2019 | in carica      | Pier Paolo Mugnaini | centro-sinistra Per Radda in Chianti | Sindaco | [ 8 ] |

### Gemellaggi
- Saint Brice